# Baie de Bénodet
Pour les articles homonymes, voir Bénodet.
La baie de Bénodet est une baie située au nord-ouest de la Grande Terre des îles Kerguelen dans les Terres australes et antarctiques françaises (TAAF).

## Géographie

### Situation
La baie de Bénodet est située sur la côte sud-ouest de la péninsule Loranchet entre le cap du Gaillard au nord et la pointe Tromelin au sud. Petite baie large de 2,7 km au maximum à son extrémité sur l'océan et de 470 m au minimum en son fond, elle pénètre de 6,5 km dans la péninsule et s'étend sur environ 8,42 km2 de superficie totale. Elle est surplombée au nord par les monts des Brumes (culminants à 829 m).
Trois lacs surplombant la baie s'y déversent directement, par un court exutoire ou un torrent, en cascade : le lac de l'Écubier au nord ; le lac Zizi et un lac non nommé au sud. Il existe de plus un mouillage au fond de la baie, qui est l'un des deux seuls existants de toute la côte occidentale des Kerguelen (l'autre se situant au sud, dans l'anse du mont Calliope).

### Toponymie
La baie est découverte et nommée par Yves de Kerguelen, lors de son deuxième voyage de 1774, et prend le nom de la ville bretonne de Bénodet où il a été élevé. Elle figure sous ce nom sur la carte des États-Majors de 1774 mais sous le nom de « Baie Sinistre » sur la carte établie par Raymond Rallier du Baty en 1922.